# Elizabeth Berkley

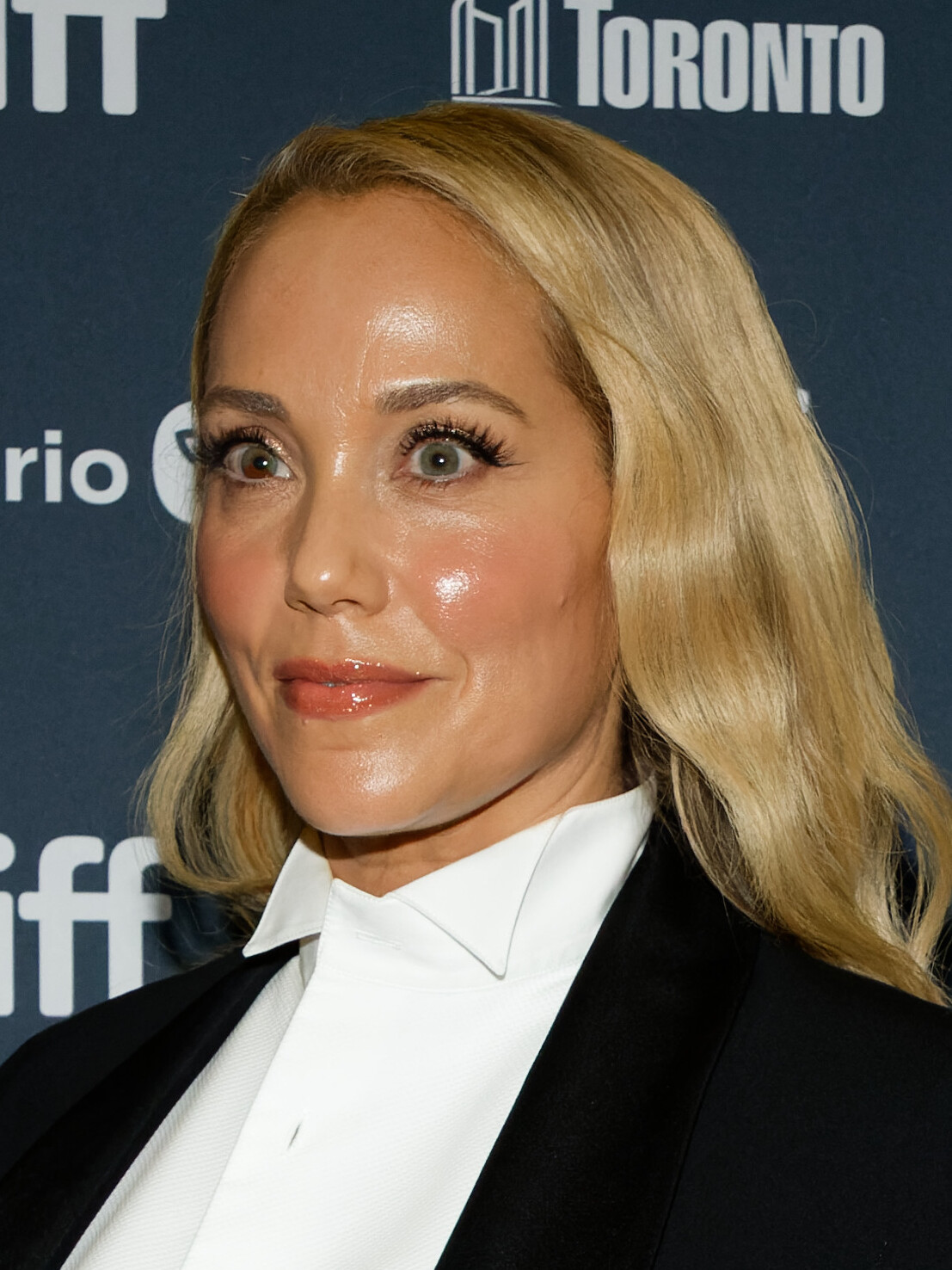
Elizabeth Berkley (2024)

Elizabeth Berkley (* 28. Juli 1972 in Farmington Hills, Michigan) ist eine US-amerikanische Fernseh-, Film- und Theaterschauspielerin.

## Leben und Karriere
Berkley wuchs in einem wohlhabenden Teil Michigans auf und besuchte die Cranbrook Kingswood School in Bloomfield Hills. Bereits im Alter von vier Jahren nahm sie an Tanzkursen teil. Ende der 1980er-Jahre zogen ihre Eltern mit ihr in die Nähe von Los Angeles. Kurz darauf stieg ihre Bekanntheit als Jessica „Jessie“ Myrtle Spano in der Sitcom California High School, in der sie zwischen 1989 und 1993 zu sehen war. 1992 war Berkley auch in zwei Episoden der Serie Baywatch – Die Rettungsschwimmer von Malibu zu sehen.
Abgesehen von der Rolle in California High School wurde Berkley besonders als Hauptdarstellerin Nomi Malone in dem kontroversen, 1995 erschienenen Sexploitation-Film Showgirls bekannt. Der Film erhielt in den USA eine Altersfreigabe von NC-17 und spielte an den amerikanischen Kinokassen weniger als die Hälfte seines auf 45 Millionen US-Dollar geschätzten Budgets ein. Er brachte Berkley 1995 die Goldene Himbeere als schlechteste Schauspielerin ein und gilt trotz späterer Erfolge auf dem Videomarkt als Berkleys Karrieretiefpunkt. In der Folge spielte sie zunächst überwiegend kleinere Rollen, etwa 1997 in Echt Blond und 2001 in Woody Allens Im Bann des Jade Skorpions. Außerdem hatte sie einige Engagements in Theaterproduktionen, so 1999 in der Rolle der Honey Bruce in der Londoner Theaterversion des Filmes Lenny und 2005 als Bonnie im Off-Broadway-Theaterstück Hurlyburly an der Seite von Eddie Izzard.
Von 2008 bis 2009 spielte Berkley in mehreren Folgen der Serie CSI: Miami die wiederkehrende Rolle der Julia Winston; zusätzlich war sie 2009 in mehreren Folgen der sechsten Staffel von The L Word – Wenn Frauen Frauen lieben als Kelly Wentworth zu sehen.
Am 1. November 2003 heiratete Berkley den Künstler und Schauspieler Greg Lauren, Neffe von Ralph Lauren, in Cabo San Lucas. Mitte Juli 2012 wurden sie Eltern eines Sohnes.
Spätestens ab 2008 bot Berkley über mehrere Jahre Selbsthilfe-Workshops in Schulen und Organisationen in einigen Städten der USA an. Die intensive Arbeit mit den Selbsthilfekursen war entstanden, nachdem immer mehr Mädchen sie wegen Körperproblemen kontaktiert hatten und um persönlichen Rat fragten. Sie richtete daraufhin im Jahr 2010 eine auf Selbstwertsteigerung beziehungsweise Empowerment ausgerichtete Website namens Ask-Elizabeth.com mit Videoinhalten ein und veröffentlichte ein Jahr später einen Selbsthilferatgeber in Buchform. Bezüglich ihrer Workshopreise durch die USA fragte sie MTV, ob diese ihre Tour dokumentieren wolle.

## Filmografie (Auswahl)
- 1986: Silver Spoons (Fernsehserie, Folge 5x06)
- 1988: Day by Day (Fernsehserie, Folge 2x04)
- 1989–1993: California High School (Saved by the Bell, Fernsehserie, 75 Folgen)
- 1992: Raven (Fernsehserie, Folge 1x07)
- 1992: Saved by the Bell – Hawaiian Style (Fernsehfilm)
- 1992: Baywatch – Die Rettungsschwimmer von Malibu (Baywatch, Fernsehserie, 2 Folgen)
- 1993: Crossroads (Fernsehserie, Folge 1x09)
- 1994: Molly & Gina
- 1994: Bandit – Bandit Goes Country (Fernsehfilm)
- 1995: Showgirls
- 1996: Der Club der Teufelinnen (The First Wives Club)
- 1997: Die Legende des weißen Wolfes (White Wolves II: Legend of the Wild)
- 1997: Armitage III (Amitēji za sādo, Stimme)
- 1997: Echt Blond (The Real Blonde)
- 1999: An jedem verdammten Sonntag (Any Given Sunday)
- 1999: Random Encounter
- 1999: Tail Lights Fade
- 1999: Taxman – Der Steuerfahnder von Brooklyn (Taxman)
- 2000: New York Cops – NYPD Blue (NYPD Blue, Fernsehserie, 2 Folgen)
- 2000: Becoming Dick (Fernsehfilm)
- 2001: Im Bann des Jade Skorpions (The Curse of the Jade Scorpion)
- 2001: The Shipment
- 2001: The Elevator (Fernsehfilm)
- 2002: Sex für Anfänger (Roger Dodger)
- 2002: Cover Story
- 2002: Roger Dodger
- 2003: CSI: Den Tätern auf der Spur (CSI: Crime Scene Investigation, Fernsehserie, Folge 3x15)
- 2003: Control Factor (Fernsehfilm)
- 2003: Detonator
- 2003: Student Seduction (Fernsehfilm)
- 2003: Moving Malcolm
- 2004: Meet Market
- 2006: Criminal Intent – Verbrechen im Visier (Law & Order: Criminal Intent, Fernsehserie, Folge 5x10)
- 2008–2009: CSI: Miami (Fernsehserie, 9 Folgen)
- 2008: Black Widow – Tödliche Verführung (Black Widow)
- 2009: The L Word – Wenn Frauen Frauen lieben (The L Word, Fernsehserie, 4 Folgen)
- 2009: Women in Trouble
- 2009: S. Darko – Eine Donnie Darko Saga (S. Darko)
- 2011: Lucky Christmas – Ein Hauptgewinn zu Weihnachten (Lucky Christmas, Fernsehfilm)
- 2014: Melissa & Joey (Fernsehserie, Folge 3x23)
- 2016: New Girl (Fernsehserie, Folge 5x11)
- 2020–2021: Saved by the Bell (Fernsehserie, 20 Folgen)
- 2024: Shell